# 帳面價值
賬面價值（英語：Book value）是公司之會計紀錄上所記資產的價值，它通常指資產的取得成本減去累積折舊的餘額，並非現金流量，使用不同的折舊方法會有不同的帳面價值。傳統上，公司的賬面價值是其總資產減去無形資產和負債。